# استاندارد جاز

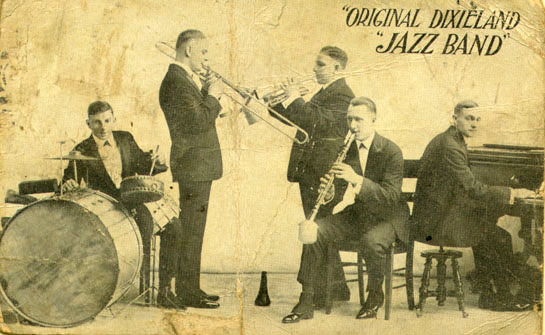
اجرای جاز

استاندارد در جاز به معنای نغمه‌ها و آهنگ‌های معروف و ماندگاری است که کمابیش همه می‌شناسند. مجموعه ثابت و تغییرناپذیری از استانداردها وجود ندارد ولی بسیاری از نغمه‌ها در هر فهرستی که از استانداردها بسازید حضور دارند. این نغمه‌ها لزوماً در اصل برای اجرای جاز نوشته نشده بوده‌اند و خیلی از آن‌ها در ابتدا در نمایش‌های موزیکال برادوی و فیلم‌های موزیکال دهه ۱۹۳۰ و ۱۹۴۰ هالیوود اجرا شدند. ایروینگ برلین، کول پورتر، جروم کرن، جرج گرشوین، ریچارد راجرز از معروف‌ترین سازندگان آهنگ‌هائی هستند که به استاندارد تبدیل شده‌اند.
بعضی از معروف‌ترین استانداردهای جاز عبارت‌اند از:
در سبک دیکسی‌لند
- «When the saints go marching in» (وقتی قدیسان به صف وارد بهشت می‌شوند)
- «Tiger rag»

در سبک سوینگ
- «Take the A train» (با قطار آ بیا)
- «It don't mean a thing if it ain't got that swing» (اگه سوینگ نداشته باشه مفت نمی‌ارزه)
- «Caravan» (کاروان)

در سبک بی‌باپ
- «Night in Tunisia» (شبی در تونس)
- «Salt peanuts» (بادام زمینی نمکی)
- «Round midnight» (حوالی نیمه شب)

در سبک متداول جاز نیمه دوم قرن بیستم
- «Misty» (مه‌آلود)
- «My favorite things» (چیزهای محبوب من)
- «My funny Valentine» (ولنتاین مسخره من)
- «Autumn leaves» (برگ‌های پائیزی)
- «Summertime» (تابستان)